# Shore (album)
Shore è il quarto album in studio del gruppo musicale statunitense Fleet Foxes, pubblicato nel 2020.

## Tracce
Testi e musiche di Robin Pecknold, eccetto dove indicato.
1. Wading in Waist-High Water – 2:15
2. Sunblind – 4:13
3. Can I Believe You – 4:04
4. Jara – 4:09
5. Featherweight – 3:50
6. A Long Way Past the Past – 3:59
7. For a Week or Two – 2:11
8. Maestranza – 3:03
9. Young Man's Game – 3:11
10. I'm Not My Season – 3:11
11. Quiet Air / Gioia – 4:27
12. Going-to-the-Sun Road – 3:58 (Pecknold, Tim Bernardes)
13. Thymia – 2:22
14. Cradling Mother, Cradling Woman – 5:10
15. Shore – 4:19